# Benquerencia de la Serena
Benquerencia de la Serena é um município da Espanha na comarca de La Serena, província de Badajoz, comunidade autónoma da Estremadura, de área 102,8 km². Em 2021 tinha 808 habitantes (densidade: 7,9 hab./km²).

## Demografia
| Variação demográfica do município entre 1991 e 2004 [carece de fontes?] | Variação demográfica do município entre 1991 e 2004 [carece de fontes?] | Variação demográfica do município entre 1991 e 2004 [carece de fontes?] | Variação demográfica do município entre 1991 e 2004 [carece de fontes?] |
| ----------------------------------------------------------------------- | ----------------------------------------------------------------------- | ----------------------------------------------------------------------- | ----------------------------------------------------------------------- |
| 1991                                                                    | 1996                                                                    | 2001                                                                    | 2004                                                                    |
| 1 190                                                                   | 1 117                                                                   | 985                                                                     | 969                                                                     |